# 베츠 세포
베츠 세포(Betz cell 또는 pyramidal cell of Betz)는 일차운동피질의 회색질의 다섯번째 층에 위치한 대형 피라미드 세포이다. 중추신경계에서 가장 커다란 세포로, 지름이 100 마이크로미터가 넘는 것들도 존재한다.
베츠 세포는 위운동신경세포로 척수를 거쳐 근육에 바로 이어지는 운동뉴런의 신경세포체가 위치한 앞뿔까지 축삭을 바로 뻗는다. 베츠 세포도 다른 피라미드 세포와 마찬가지로 하나의 커다란 가지돌기체를 하나 가진다.